# Famille de Sallenove
La famille de Sallenove ou Sallenôves (Salleneuve, Sallanuvaz, Salanova ou Aula nova vers 1160) est une famille noble originaire du comté de Genève. Vassale des comtes de Genève, le centre de leurs possessions est le château de Sallenôves, aujourd'hui sur la commune de Marlioz. Mentionnée pour la première fois au XIIe siècle, le dernier membre de la branche principale disparait en 1584. Cette famille se divise au XIIIe siècle donnant naissance à la famille de Viry.
Un vieux dictons indique : « Terny (Ternier), Viry, Compey sont les meillous maisons du Genevey, Salenove (Sallanuvaz) e Menton ne les craignons/cedons pas d'un bouton »,,,.

## Histoire
L'archéologue genevois Louis Blondel (1885-1967) considère que les Sallenove pourraient être issus de la famille de Chaumont, tout comme la famille de Vidomne de Chaumont,,.
La première mention d'un membre de la famille est dans un document de 1142. On trouve d'ailleurs plusieurs formes Sallenôves, mais aussi Salanova ou Aula nova (vers 1160),. Selon les auteurs de Histoire des communes savoyardes, le nom de Aula nova signifie « logis neuf ». Ils portent également le nom de Viry ou Sallenove-Viry ou encore Viry-Sallenove, jusqu'en 1239 où une branche cadette portera le seul nom de Viry,,.
Cette famille apparaît notamment avec des donations pour la création de la nouvelle abbaye de Bonlieu. Sont mentionnés un « Guillaume de Aula Nova, son frère Dalmace, ses fils Hugues et Guillaume »,. Le monastère devient à partir du début du XIVe siècle le lieu de sépulture de la famille.
La famille possède le château de Sallenôves qui contrôle l'accès par la rive gauche des Usses,.
Un seigneur de Sallenove fonde l'église de Gilly (Vaud) à la fin du XIIIe siècle.
Le dernier membre de la famille disparait en 1584.

## Héraldique
| Armes de la famille de Sallenove | Les armes de la famille de Sallenove se blasonnent ainsi : Palé d'argent et de gueules de six pièces à la bande d'or, brochant sur le tout ou encore Palé d'argent et de gueules de six pièces à la bande de gueules, brochante sur le tout,. |

## Membres de la famille et branches cadettes

### Personnalités
La liste présente les membres de la famille de Sallenove ayant été mentionnés dans les actes publiés du Régeste genevois (1866), nombreux sont témoins pour les comtes de Genève, leurs suzerains :
- Humbert dit vir nobilis[ReG 2] ;
- le chevalier Guillaume (vers 1160), ses fils Guillaume et Hugues, et son frère Dalmace[ReG 1],[ReG 3],[ReG 4],[ReG 5],[ReG 6] ;
- Hugues, Richard et Guy (en 1225)[ReG 7],[ReG 8],[ReG 9] ;
- Chevalier Hugues (vers 1235) et ses fils, Henri et Aimon[ReG 10],[ReG 11],[ReG 12] ;
- Aimon (vers 1250)[ReG 13] ;
- Chevalier Guy (vers 1257)[ReG 14] ;
- Hugues (mort en 1259), son fils Guillaume de Viry[ReG 15],[ReG 16] ;
- Aimon, fils du chevamier Aimon[ReG 17] ;
- Henri (vers 1285)[ReG 18],[ReG 19],[ReG 20] ;
- Aimon (vers 1291)[ReG 21],[ReG 19],[ReG 20],[ReG 22],[ReG 23] ;
- Chevalier Pierre (vers 1308)[ReG 24] ;

### Branche cadette
En 1239, la branche aînée conserve le nom de Sallenove, la cadette prend celui de Viry.

## Titres
Les Sallenove ont porté les titres suivants :
- seigneurs de Aime[7], Aire-la-Ville, Cernex, Chaffardon, Épagny, Jarsaigne (Frangy)[7], Lornay[7], Manigod, Molettes, Vincy, Viry.
- coseigneurs de Chaumont (1275, Genevois)[8], Ternier.

Ils possèdent également des fiefs en Bugey.

## Charges
Des membres de la famille ont été châtelains de :
- Chaumont (1356-1357) ;

## Possessions
Les Sallenove ont possédé les châteaux suivants :
- château de Sallenôves (Genevois)[8] ;
- Château du Vuache (avant 1236) avec Hugues de Sallenove ou Sallenôves, par héritage le « fief du Vuache, depuis Dingy jusqu'au Rhône », puis en 1236 avec Vuilhemme de Viry-Sallenove[14] ;
- Maison à Chaumont[7] ;
- Château de Chaumont (1275), cédé à Aymon de Sallenôves [15] ;
- Château de Rolle (1291-1295)[8]
- Château comtal de Ternier inféodé le 11 août 1546 au baron Charles de Sallenove[16],[17].

### Régeste genevois(1866)
1. 1 2  Donation entre 1150 et 1170 (REG 0/0/1/354).
2. ↑  Donation entre 1135 et 1185 (REG 0/0/1/306).
3. ↑  Donation entre 1206 et 1213 (REG 0/0/1/541).
4. ↑  Acte entre 1213 et 1214 (REG 0/0/1/548).
5. ↑  Décision arbitrale, soit traité de Desingy du 10 octobre 1219 (REG 0/0/1/574).
6. ↑  Constestation après 1215 (REG 0/0/1/575).
7. ↑   Sentence arbitrale rendue à Thônex du 10 mai 1225 (REG 0/0/1/613).
8. ↑  Donation du 2 juin 1225 (REG 0/0/1/614).
9. ↑  Traité de paix du 24 mars 1229 (REG 0/0/1/643).
10. ↑  Donation en 1235 (REG 0/0/1/687).
11. ↑  Règlement du 22 février 1238 (REG 0/0/1/714).
12. ↑  Donation du 18 décembre 1239 (REG 0/0/1/727).
13. ↑  Sentence du 28 juin 1250 (REG 0/0/1/823).
14. ↑  Donation du 7 juin 1257 (REG 0/0/1/890).
15. ↑  Transaction entre Rodolphe, comte de Genevois, et Guillaume de Viry, du 20 mai 1259 (REG 0/0/1/913).
16. ↑  Transaction en 1259 (REG 0/0/1/916).
17. ↑  Acte du 25 mai 1275 (REG 0/0/1/1123).
18. ↑  Acte du 22 novembre 1287 (REG 0/0/1/1254).
19. 1 2  Traité conclu à Aix le 10 décembre 1293 (REG 0/0/1/1386).
20. 1 2   Garantie, ou renouvellement de garantie du 7 juillet 1297 (REG 0/0/1/1429).
21. ↑  Hommage-lige du 5 mai 1291 (REG 0/0/1/1329).
22. ↑  Hommage-lige du 1er avril 1305 (REG 0/0/1/1547).
23. ↑  Appel du comte de Genève du 26 octobre 1308 (REG 0/0/1/1628).
24. ↑   Traité de paix fait à Saint-George d'Espéranche du 23 octobre 1308 (REG 0/0/1/1626).

### Autres références
1. ↑  Jean-Louis Grillet, Dictionnaire historique, littéraire et statistique des départements du Mont-Blanc et du Léman, contenant l'histoire ancienne et moderne de la Savoie, vol. 3, t. 2, Chambéry, J.F. Puthod, 1807, p. 28 (vol. III). (lire en ligne)
2. ↑  Léon Menabrea, Des origines féodales dans les Alpes occidentales, Imprimerie royale, 1865, 596 p., p. 279.
3. ↑  Histoire des communes savoyardes, 1981, p. 467, « Les Seigneurs de Ternier ».
4. ↑  Abel Jacquet, Sur le versant du Salève : la chartreuse de Pomier. D'après le manuscrit d'André Folliet, Annecy, Académie salésienne, 1980, 210 p. (lire en ligne), p. 7.
5. ↑  Blondel, 1956, p. 71.
6. ↑  Châteaux savoyards, 1961, p. 71.
7. 1 2 3 4 5 6 7 8  Histoire des communes savoyardes, 1981, p. 359-360, « La seigneurie et le château de Sallenôve ».
8. 1 2 3 4 5 6 7 8 9 10  Martine Piguet, « Sallenove, de » dans le Dictionnaire historique de la Suisse en ligne.
9. 1 2  Foras, p. V5 - pp.345-384.
10. ↑  Roberto Biolzi, « Viry, de » dans le Dictionnaire historique de la Suisse en ligne, version du 3 janvier 2015.
11. 1 2 3 4  Histoire des communes savoyardes, 1981, p. 364, « Sallenôves ».
12. ↑  Borel, p. 388-389.
13. ↑  « SA - Comptes des châtellenies, des subsides, des revenus et des judicatures », sur le site des Archives départementales de la Savoie - enligne.savoie-archives.fr (consulté en février 2018), p. 3
14. ↑  Frédéric Raynaud avec la collaboration de Danielle Foy, Bruna Maccari-Poisson, Claude Olive, Louis de Roguin, Le Château et la seigneurie du Vuache, Lyon, Service régional de l'archéologie, 1992, 147 p. (ISBN 978-2-90619-010-8, lire en ligne).
15. ↑  Châteaux Savoyards, 2005, p. 357.
16. ↑  Blondel, 1956, p. 66.
17. ↑  Châteaux Savoyards, 1961, p. 212.